# مصطفی محمد
مصطفی محمد (زادهٔ ۱۴ ژانویهٔ ۱۹۹۸ در عراق) بازیکن فوتبال اهل عراق است که در پست مدافع راست بازی می‌کند.